# Amanda Junquera Butler
Pour les articles homonymes, voir Butler.
Amanda Junquera Butler, née à Madrid le 19 octobre 1898 et morte dans cette même ville le 27 décembre 1986, est une écrivaine espagnole.

## Biographie
Née à Madrid, Amanda Junquera Butler poursuit ses études universitaires pendant la guerre d'Espagne à l'université de Valence. Elle se fait connaître comme traductrice, journaliste et écrivaine, spécialisée dans les contes du XXe siècle.
En 1936, lors de l'inauguration de l'université populaire de Carthagène dans la région de Murcie, Amanda Junquera rencontre l'écrivaine et universitaire Carmen Conde, première femme membre de l'Académie royale espagnole. 
Les deux femmes ressentent une affinité immédiate et échangent, dans une relation épistolaire, des livres et des courriers.
Un mois après leur rencontre, Carmen Conde lui envoie des poèmes, décrivant son désir de s'engager avec Amanda. En juin 1937, les deux femmes organisent des vacances ensemble, au Parc Naturel Penyal d'Ifac.

## Guerre d'Espagne
Pendant la guerre d'Espagne (1936-1939), les deux femmes consolident leur relation.
À la fin de la guerre, les autorités franquistes veulent arrêter Carmen Conde. Amanda Junquera l'aide alors à fuir Valence, mais les deux femmes demeurent cachées à Madrid.  
En 1940, les deux femmes sont déplacées à San Lorenzo de El Escorial jusqu'en 1942.